# Badia Tedalda
Badia Tedalda település Olaszországban, Toszkána régióban, Arezzo megyében. Lakosainak száma 970 fő (2023. január 1.). Badia Tedalda Casteldelci, Pieve Santo Stefano, Sant'Agata Feltria, Verghereto, Borgo Pace, Pennabilli, Sansepolcro és Sestino községekkel határos.

## Népesség
A település népességének változása:
| Lakosok száma | 1080 | 1075 | 970  |
|               | 2017 | 2018 | 2023 |